# Powder
Powder är en amerikansk film från 1995 i regi av Victor Salva. I huvudrollen som Jeremy ”Powder” Reed ses Sean Patrick Flanery.